# Microcebus margotmarshae
Microcebus margotmarshae — вид лемуровидих приматів.

## Опис
Середнього розміру макі, досягли середньої довжини морда-тіло 11—12 см, довжина хвоста 14 см і середня вага 49 г. Спинне хутро і хвіст, в основному, червонувато-оранжеві з сіруватим відтінком, очеревина від білого до кремового кольору. Голова разюче червонувато-оранжева, морда і область навколо очей світло-коричневого кольору. Біла смуга на мосту носа між очима. Вуха є відносно невеликими.

## Середовище проживання
в основному зустрічаються в сухому лісі Антафондро, північно-західній Мадагаскар.

## Звички
Веде нічний і деревний спосіб життя. Харчуються в основному комахами і фруктами.

## Загрози та охорона
Цей вид знаходиться під загрозою втрати місця існування і деградації від нестійких методів ведення сільського господарства. Не відомо, чи зустрічаються в будь-якій з охоронних територій, але знаходиться в закритому лісі Антафондро.